# Xanthia gilvagella
Xanthia gilvagella är en fjärilsart som beskrevs av Embrik Strand 1921. Xanthia gilvagella ingår i släktet Xanthia och familjen nattflyn. Inga underarter finns listade i Catalogue of Life.